# 每分钟操作数
在即时战略游戏中，每分钟操作数（APM，Actions Per Minute）指的是每分钟操作指令数。这一般包括鼠标点击和键盘敲击。APM很好地反映了玩家的手速，即操作速度。

## 每分钟操作数
APM指的是一分钟内所有游戏操作的总和，例如选择单位或下达命令。通常，APM是反映玩家水平的一个标准，但不是全部。因为，APM高意味着这个选手在游戏中非常清楚自己该做些什么，并且可以很快地做好。高APM通常还意味着良好的微操作——即在游戏中精心操控每一个单位使其作用达到最大化。最著名的星际争霸APM测试软件是BWChart。
在职业即时战略游戏比赛中，对职业玩家APM的要求十分苛刻。特别是在《星际争霸》中，职业选手的APM通常高达200-300甚至更高，是普通玩家的3倍左右；而在《魔兽争霸III》中，也对APM有着比较高的要求，但不及《星际争霸》苛刻。

## 有效APM
由于APM记录了所有的操作，因此一些本来无用的操作（比如反复选择编队1，2，1，2，1，2，……）会使APM大幅提高——然而，这些看似“垃圾操作”的操作并非一无是处，因为它可以促使玩家更好地进入状态。尽管如此，人们还是希望能获得真正有效的APM数据。术语EAPM应运而生。它指的是每分钟有效操作数（Effective Actions Per Minute）。EAPM通常过滤掉了一些重复操作（比如选择单位但并不对其下达有效指令、反复下达同一指令等），以及游戏初期的操作（此段时间对操作要求不高，但玩家为了热身通常会进行大量本无意义的重复操作）